# Melvin Jones

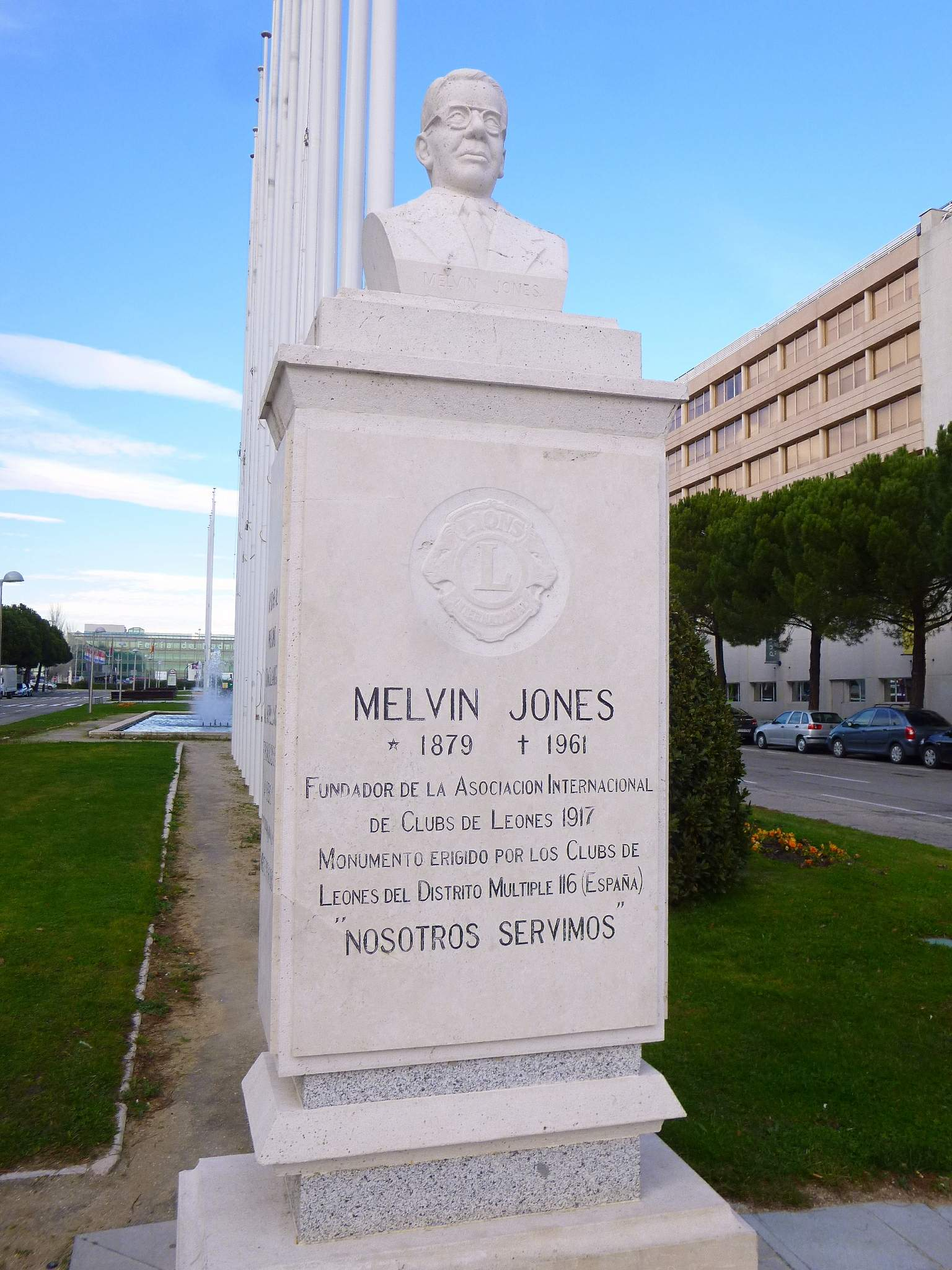
Madrid - Campo de las Naciones, Monumento a Melvin Jones.

Melvin Jones (Fort Thomas, 13 gennaio 1879 – Flossmoor, 1º giugno 1961) è stato un dirigente d'azienda, filantropo e attivista statunitense, fondatore del Lions Clubs International.

## Biografia
Melvin Jones nacque il 13 gennaio 1879 a Fort Thomas in Arizona, figlio di un capitano dell'Esercito degli Stati Uniti.
In seguito al trasferimento del padre, la famiglia si spostò nella parte orientale degli Stati Uniti. Fu iniziato alla massoneria nel 1906 nella Garden City Lodge No. 141 di Chicago, Illinois.(fonte)
Lavorò presso una compagnia di assicurazione e nel 1913 ne fondò una propria, la Melvin Jones Insurance Agency.
Entrò a far parte del "Business Circle Chicago", un gruppo di uomini d'affari, di cui divenne il segretario. Tale gruppo era uno dei tanti che in quel periodo si dedicavano a promuovere il benessere finanziario dei propri soci. Il 7 giugno 1917 i delegati di tali club si riunirono a Chicago per fondare un'organizzazione più ampia. Nel 1918 lanciò la rivista del club e ne divenne caporedattore. Nel 1919 viene costituita l'organizzazione dei Lions Clubs International che alla fine del 1923 oltre 32.000 soci.
Melvin Jones abbandonò la sua attività lavorativa per dedicarsi a tempo pieno ai club da attivista, inizialmente presso la sede centrale di Chicago, poi verso altre parti del mondo per espandere l'organizzazione. Nel 1940 si contano 137.000 soci in dieci paesi.
Nel 1945 rappresentò il Lions Clubs International in veste di consulente durante la riunione dei lavori di costituzione dell'Organizzazione delle Nazioni Unite a San Francisco.
Nel 1954 sua moglie Rose muore, dopo 45 anni di matrimonio. Si riposò nel 1956 con Lilian.

Morì ottantaduenne il 1º giugno 1961 a Flossmoor (Contea di Cook, Illinois).
"Non puoi andare molto lontano finché non inizi a fare qualcosa per qualcun altro" - Melvin Jones.

## Riconoscimenti in Italia

### Spazi urbani e vie intitolate a Melvin Jones
- Le città di Castelvetrano, Parma, San Salvo, Velletri, Caserta, Altamura, Monopoli, Rutigliano, Ciampino, Carpi, Varese, Fondi, Vallecrosia, Arzachena e Verona gli hanno intitolato una strada.
- Il comune di Airasca gli ha titolato una piazza.
- Le città di Pisa e Rieti gli ha intitolato una rotonda, mentre la città di Civitanova Marche gli ha intitolato un largo.
- Le città di Voghera, Roma, Chieti, Terni, Cattolica, Ortona, Quartu Sant'Elena, Rovigo, Bracciano e Viterbo gli hanno intitolato un parco.
- Le città di Fano, Termoli, Bologna, Ravenna e Faenza gli hanno intitolato un giardino.
- La città di Monopoli gli ha intitolato il palazzetto dello sport.